# Drifter (groupe)
Pour les articles homonymes, voir Drifter.
Drifter est un groupe suisse de thrash metal, originaire d'Uster, dans le canton de Zurich, actif entre 1981 et 2011.

## Histoire
Le groupe est formé en 1981 par le guitariste Peter Wolff, à l'époque sous un autre nom. En 1983, Ivano Marcon le rejoint et le nom est changé en Drifter. Grâce à de bonnes critiques dans des magazines musicaux, le groupe attire l'attention et se vend à plus de 500 exemplaires de la bande démo Tales of Dragonia rien que par voie postale. La deuxième bande démo Beyond the Burning Circles se vend également à plus de 700 exemplaires, ce qui est considérable pour une époque où la promotion se faisait presque entièrement par voie postale. Grâce à ce succès, Drifter joue en première partie locale au concert de Slayer à Zurich en avril 1987 et signe peu après un contrat avec la major Teldec de Hambourg. Il s'agit du premier contrat qu'un groupe de power/thrash metal germanophone puisse signer avec une major. Entre-temps, le groupe se débarrasse de son image fantaisiste et sort deux albums : Reality Turns to Dust (1987) et Nowhere to Hide (1988),. Sur deux chansons de ce dernier album, Phil Campbell, guitariste de Motörhead, participe en tant que musicien invité.
En 1989, peu après la sortie de Nowhere to Hide et une tournée européenne avec Manowar, le chanteur Tommy Lion quitte le groupe, suivi peu après par le batteur Guido Kirschke. Bien que les membres restants tentent de maintenir le groupe en vie et publient une autre démo, le groupe se sépare définitivement en 1991.[réf. nécessaire]
Après le départ de Tommy Lion de Stormhammer, le groupe se réunit sous le nom de Mana Prime. Le 18 mars 2006, le groupe fait son retour sous le nom de Drifter lors d'un concert au Rock-City d'Uster et recommence à donner des concerts, notamment au Keep It True Festival. En 2010, ils sortent une nouvelle démo. Après le départ de Tommy Lion en juillet 2011, il est décidé[Par qui ?] de mettre fin aux activités du groupe fin 2011. Le site web n'est plus mis à jour.[réf. nécessaire]

## Discographie
- 1985 : Tales of Dragonia (démo)
- 1987 : Beyond the Burning Circles (démo)
- 1988 : Reality Turns to Dust (Frontrow, Teldec Schallplatten GmbH)
- 1989 : Nowhere to Hide (Frontrow, Teldec Record Service GmbH)
- 2006 : The Demos 1985 and 1986 (Stormspell Records)
- 2010 : Demo 2010